# ويليام دبليو. ماغواير
ويليام دبليو. ماغواير (بالإنجليزية: William W. McGuire)‏ هو عالم بقشريات الأجنحة أمريكي، ولد في 1948.

## وصلات خارجية
- ويليام دبليو. ماغواير على موقع إن إن دي بي (الإنجليزية)